# Eparquía de Tarso de los maronitas
La eparquía titular de Tarso de los greco-melquitas (en latín: Eparchia Tarsensis Graecorum Melkitarum) es una eparquía titular de la Iglesia católica conferida a miembros de la Iglesia católica maronita. Corresponde a una antigua diócesis del patriarcado de Antioquía cuya sede estaba en la ciudad de Tarso en la actual Turquía. 

## Historia
Tarso era una sede metropolitana y capital de la provincia romana de Cilicia hasta su división circa 297, tras lo cual permaneció como la capital de la provincia de Cilicia Primera en la diócesis civil de Oriente y en el patriarcado de Antioquía.
Según la única Notitia Episcopatuum del patriarcado de Antioquía que se conoce, la Notitia Antiochena que data de la segunda mitad del siglo VI y fue elaborada por el patriarca Anastasio de Antioquía (quien gobernó el patriarcado dos veces entre 559 y 570 y entre 593 y 598), Tarso tenía seis diócesis sufragáneas: Adana, Sebaste de Cilicia (hoy Ayaş), Pompeyópolis (o Solos, hoy sus ruinas están en Mezitli), Malo (hoy sus ruinas están cerca de Karataş), Augusta (hoy Toprakkale) y Córico (hoy sus ruinas están cerca de Kızkalesi). Por razones inexplicables, la diócesis de Cefirio (hoy Mersin), documentada desde el siglo IV hasta el siglo VII, está ausente de la Notitia. Tras la redacción de la Notitia las diócesis de Adana y Pompeyópolis fueron elevadas al rango de sedes arzobispales autocéfalas. Originalmente pertenecían a la provincia eclesiástica de Tarso también la sede de Anazarba y sus 8 sufragáneas, que se convirtió en una provincia eclesiástica distinta (Cilicia Segunda) en el Concilio de Constantinopla II (581).

### Sede titular
Una sede titular católica es una diócesis que ha cesado de tener un territorio definido bajo el gobierno de un obispo y que hoy existe únicamente en su título. Continúa siendo asignada a un obispo, quien no es un obispo diocesano ordinario, pues no tiene ninguna jurisdicción sobre el territorio de la diócesis, sino que es un oficial de la Santa Sede, un obispo auxiliar, o la cabeza de una jurisdicción que es equivalente a una diócesis bajo el derecho canónico.
La eparquía titular de Tarso de los maronitas fue creada en el siglo XIX. Fue conferida por primera vez por la Santa Sede el 28 de marzo de 1841 al obispo de Boulos Massaad, suprimida en 1925 y restablecida en 1926.
Existen además la arquidiócesis titular latina de Tarso y la archieparquía titular de Tarso de los greco-melquitas.

## Cronología de los obispos

### Obispos de la sede titular
- Boulos Massaad † (28 de marzo de 1841 consagrado-23 de marzo de 1855 confirmado patriarca de Antioquía)[4]
- José Darian † (22 de marzo de 1896-23 de marzo de 1920 falleció)
- Manuel Phares † (8 de julio de 1928-15 de diciembre de 1943 falleció)
- Pedro Dib † (27 de abril de 1946-30 de julio de 1946 nombrado eparca de El Cairo)
- Antonio Pedro Khoraiche † (25 de abril de 1950-25 de noviembre de 1957 nombrado eparca de Sidón)
- Nasrallah Pedro Sfeir de Reyfoun † (23 de junio de 1961-7 de mayo de 1986 confirmado patriarca de Antioquía)
- Abdallah Bared † (2 de mayo de 1986-15 de julio de 1988 falleció)
- Pablo Youssef Matar (7 de junio de 1991-8 de junio de 1996 nombrado archieparca de Beirut)
- Antonio Nabil Andari, desde el 7 de junio de 1997[5]